# Pierre-Hubert Larchevêque
Pour les articles homonymes, voir Larchevêque.
Pierre-Hubert Larchevêque, né le 1er mai 1721 à Nîmes et mort le 25 septembre 1778 à Montpellier, est un sculpteur français.

## Biographie
Élève d’Edmé Bouchardon, il le suivit en 1744 à l’Académie de France à Rome après avoir obtenu le prix de Rome en sculpture. Revenu à Paris au bout de cinq ans, il reçut plusieurs commandes.
À la mort du frère cadet de son maitre, Jacques-Philippe, il se voit offrir le poste de premier sculpteur du roi de Suède qu’il avait occupé pendant douze ans et décide de s’installer à Stockholm en 1755.
En 1757, la statue du roi Gustave II Adolphe lui fut commandée, sur proposition du gouverneur Johan Christoffer von Düring. Celle-ci ne devait être érigée sur la place Gustav Adolfs torg qu’en 1796, dix-huit ans après la mort de Larchevêque. Deux groupes latéraux sculptés par son élève Johan Tobias Sergel ont été rajoutés en 1903.
On lui doit également, en 1774, la statue du roi Gustave Vasa sur la place Riddarhustorget, dans la vieille ville de Stockholm, ainsi qu’au moins quatre des sept statues allégoriques (la justice, prudence, la loyauté et la religion) du hall du palais royal de Stockholm. 
Il a également réalisé plusieurs bustes, dont ceux d’Olof von Dalin, Anders Plomgren et Jonas Alströmer, les monuments funéraires du roi Adolphe-Frédéric et de Gustav von Seth dans l’église de Byarum, et certains décorations de la chapelle royale.
Promu au poste de directeur de l’Académie de Stockholm, agréé de l’Académie royale de peinture et de sculpture, il avait également été élu membre étranger de l’Académie royale des sciences de Suède en 1768.

## Galerie

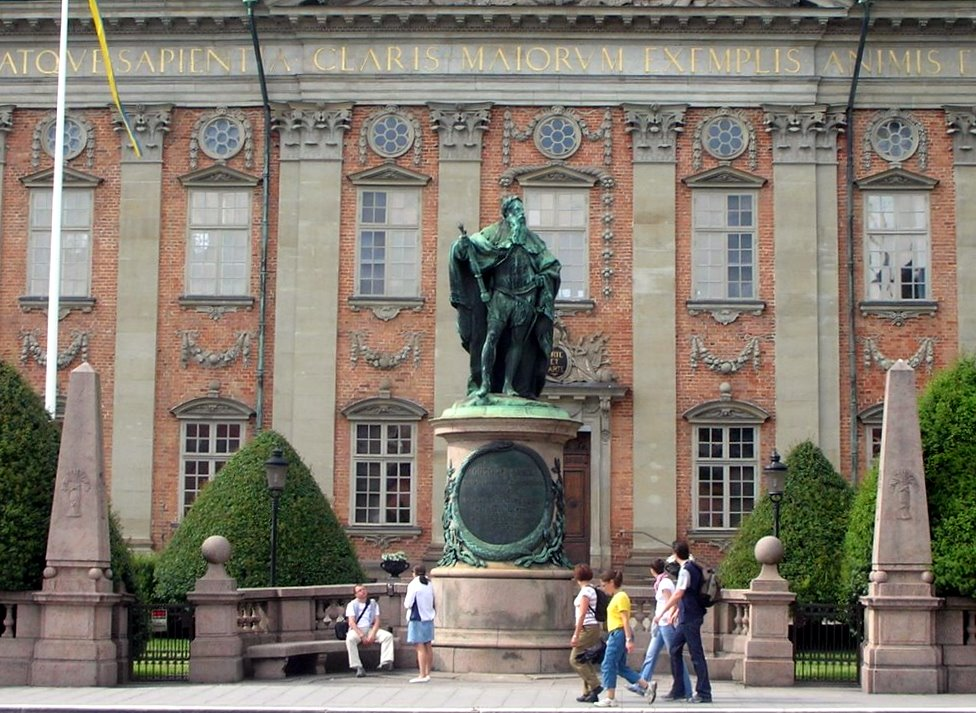
Statue de Gustav Vasa au Riddarhuspalatset.
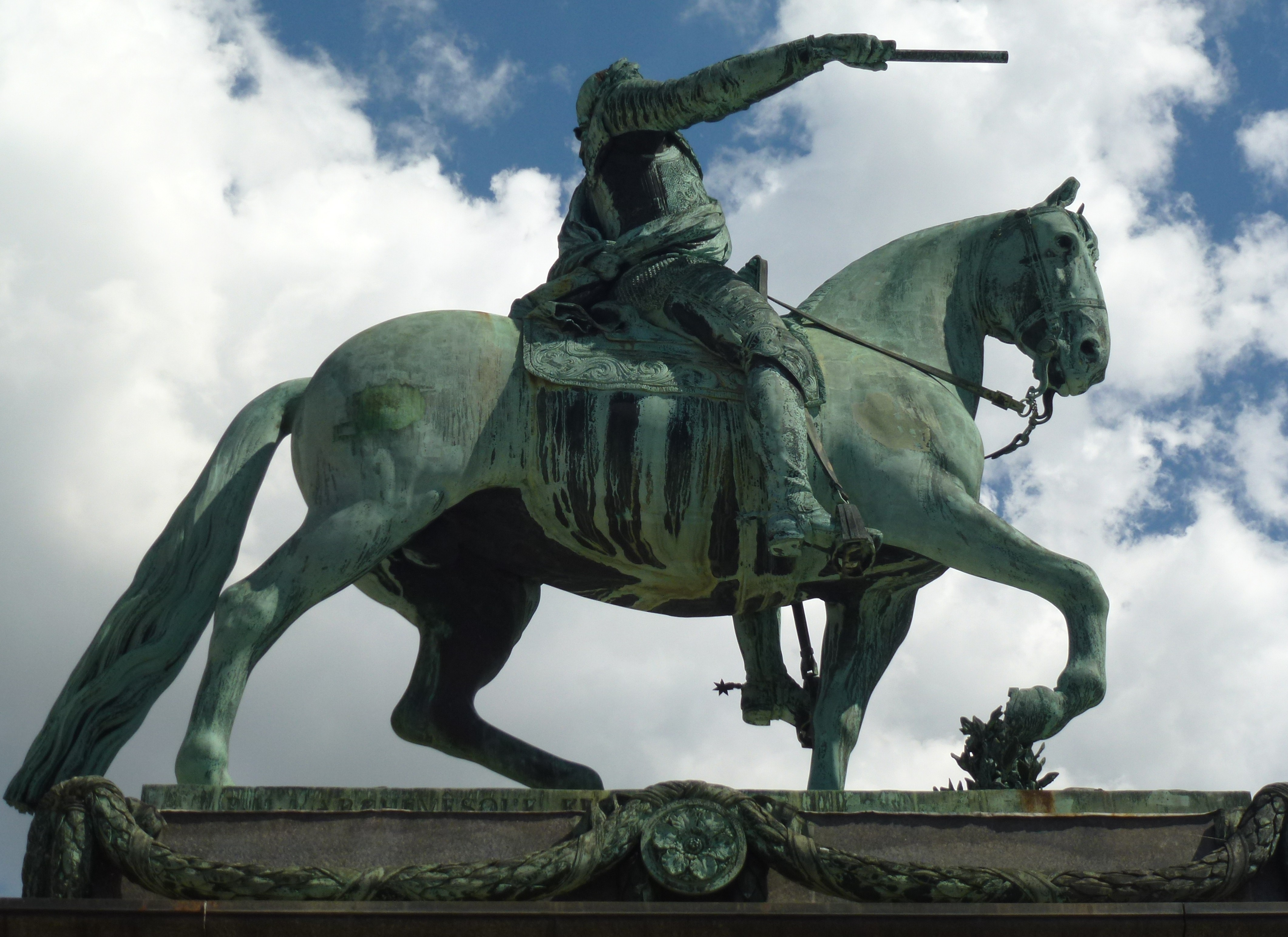
Statue de Gustave II Adolphe à Stockholm.
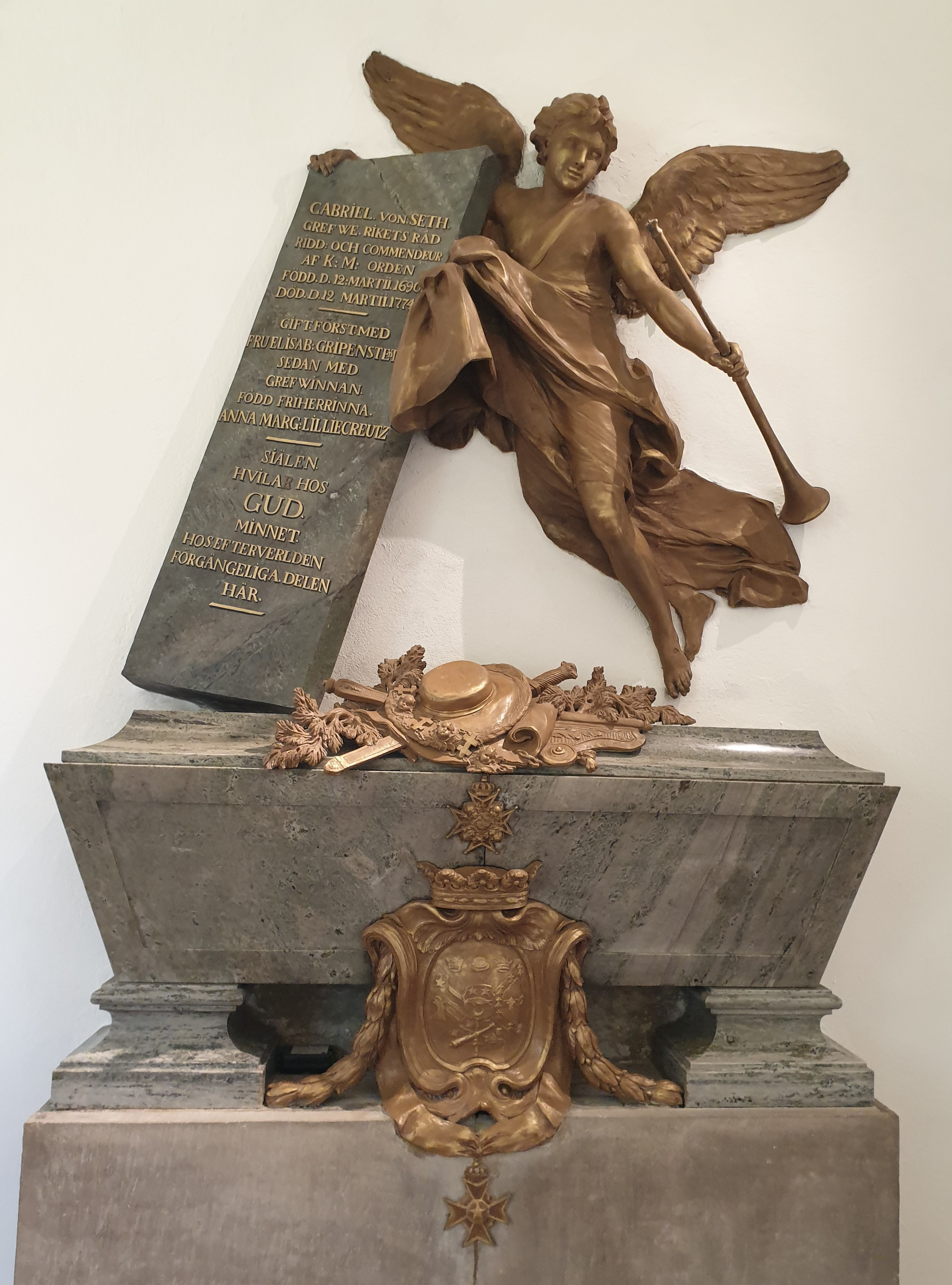
Pierre tombale de Gabriel von Seth à l'église de Byarum,